# Фереборі Доре
Фереборі Доре (фр. Férébory Doré; нар. 21 січня 1989, Браззавіль) — конголезький футболіст, нападник румунського клубу «ЧФР Клуж» і національної збірної Республіки Конго.

## Клубна кар'єра
У дорослому футболі дебютував 2008 року виступами за команду клубу «Кондзо», в якій провів один сезон.
Своєю грою за цю команду привернув увагу представників тренерського штабу клубу «Анже», до складу якого приєднався 2009 року. Відіграв за команду з Анже наступні чотири сезони своєї ігрової кар'єри. Більшість часу, проведеного у складі «Анже», був основним гравцем атакувальної ланки команди.
Згодом з 2013 по 2014 рік грав у складі команд клубів «Петролул» та «Ботев» (Пловдив).
До складу клубу «ЧФР Клуж» приєднався 2014 року. Відтоді встиг відіграти за команду з Клужа 6 матчів в національному чемпіонаті.

## Виступи за збірну
У 2010 році дебютував в офіційних матчах у складі національної збірної Республіки Конго. Наразі провів у формі головної команди країни 19 матчів, забивши 4 голи.
У складі збірної був учасником Кубка африканських націй 2015 року в Екваторіальній Гвінеї.